# Robert Service
Robert John Service ( 29 de octubre de 1947) es un historiador británico especializado en Rusia. Es, asimismo, escritor, comunicador y profesor en el St Antony's College de Oxford. Fue uno de los primeros historiadores occidentales en acceder a los archivos soviéticos tras el colapso de la URSS en 1991.
Service estudió en la Universidad de Cambridge, donde se dedicó al estudio del ruso y del griego antiguo. Se trasladó después a las universidades de Essex y de San Petersburgo para realizar el posgraduado; y, enseñó en Keele, de la London School of Slavonic Studies (Escuela londinense de estudios eslavos) antes de establecerse como profesor en la Universidad de Oxford en 1998.
Entre 1986 y 1995, Service publicó una biografía monumental en tres volúmenes de Vladimir Illich Lenin.
Ha escrito varias obras sobre "Historia general de Rusia en el siglo XX", que han encontrado multitud de lectores en el gran público. Encaró la producción de una trilogía de biografías de los líderes soviéticos Lenin (2000), Stalin (2004) y Trotski (2009), todas editadas en español (las dos primeras por Ed. Sigo XXI y la última por Ediciones B) han sido, o muy mal, o muy bien recibidas. En el año 2011 se publicó en español, en Edic. B "Camaradas" una historia de los partidos comunistas. Muchos críticos han alabado en Service sus análisis desapasionados del siglo pasado de Rusia. Esto, combinado con su habilidad para la investigación y su estilo literario, ha hecho de Robert Service uno de los historiadores sobre la antigua URSS más populares, al nivel de especialistas como Robert Conquest, Orlando Figes, Richard Pipes o Simon Sebag Montefiore.
Algunos historiadores han criticado a Robert Service, juzgando que su obra está demasiado influenciada por sus opiniones anticomunistas.

## Obra
- Stalin: Una biografía (ISBN: 84-323-1234-7) - Siglo XXI Editores
- Historia de Rusia en el siglo XX (ISBN: 84-843-2131-2) Editorial Crítica
- Lenin: Una biografía (2004) - (ISBN: 84-323-1065-4) Siglo XXI Editores
- Stalin: A Biography (2004) - Oxford, 715 pp. il. ISBN O-330-41913-7[8]
- Rusia, experimento con un pueblo. De 1991 a la actualidad (2006) - (ISBN: 84-323-1192-8) - Siglo XXI Editores
- Lenin: A Biography (2000) - en inglés
- A History of Modern Russia, from Nicholas II to Putin (1998, Second edition in 2003)- en inglés
- The Russian Revolution, 1900-27 (Studies in European History) (1999) ()- en inglés